# باب‌اسفنجی شلوارمکعبی: بهترین روز برای همیشه
| بررسی انتقادی        | بررسی انتقادی |
| منبع                 | رتبه‌بندی      |
| -------------------- | ------------- |
| آل میوزیک            | [ ۱ ]         |
| بالتیمور سیتی پیپر   | positive      |
| کامان سنسی مدیا      | [ ۶ ]         |
| Entertainment Weekly | A-            |
| IGN                  | [ ۸ ]         |
| ریت یور میوزیک       | [ ۹ ]         |

باب‌اسفنجی شلوارمکعبی: بهترین روز برای همیشه چهارمین آلبومی است توسط صداپیشگان باب‌اسفنجی شلوارمکعبی خوانده شده‌است. این آلبوم توسط تام کنی نویسندگی و توسط اندی پالی تهیه کنندگی و آهنگسازی شده‌است، این آلبوم تک جلوه‌های موسیقی مثل برایان ویلسون، تامی رامون، فلاکو جیمنز، و دیگران دارد. آلبوم بهترین روز برای همیشه در تاریخ ۱۲ سپتامبر ۲۰۰۶ منتشر شد و نظر منتقدان مثبت بود.

## لیست آهنگ
همهٔ ترانه‌ها توسط تام کنی و اندی پالی نوشته شده‌است.
| شماره      | نام                                     | مدت   |
| ---------- | --------------------------------------- | ----- |
| ۱.         | «WH20 Radio Show Open»                  | ۰:۳۴  |
| ۲.         | «The Best Day Ever»                     | ۳:۰۰  |
| ۳.         | «SpongeBob & The Hi-Seas In Concert»    | ۰:۴۳  |
| ۴.         | «Employee Of The Month»                 | ۳:۳۱  |
| ۵.         | «Patrick! Turn Your Radio Down!»        | ۰:۴۸  |
| ۶.         | «Under My Rock»                         | ۳:۱۵  |
| ۷.         | «Mrs. Puff's Boating School Ad»         | ۰:۵۰  |
| ۸.         | «Where's Gary?»                         | ۳:۰۵  |
| ۹.         | «The Tuneful Tuna's Advice»             | ۰:۲۴  |
| ۱۰.        | «Barnacles!»                            | ۳:۳۹  |
| ۱۱.        | «Pearl Krabs a.k.a. Caller #5!»         | ۱:۰۷  |
| ۱۲.        | «My Tighty Whiteys»                     | ۲:۵۳  |
| ۱۳.        | «Dover Sole With Bikini Bottom Weather» | ۰:۳۶  |
| ۱۴.        | «Ridin' The Hook»                       | ۲:۵۸  |
| ۱۵.        | «Squidward's Request»                   | ۰:۳۵  |
| ۱۶.        | «Superior»                              | ۲:۵۵  |
| ۱۷.        | «Krusty Krab Radio Spot»                | ۰:۲۲  |
| ۱۸.        | «Doin' The Krabby Patty»                | ۳:۰۷  |
| ۱۹.        | «Plankton Jams The Signal»              | ۰:۵۸  |
| ۲۰.        | «You Will Obey!»                        | ۳:۰۴  |
| مجموع مدت: | مجموع مدت:                              | ۵۸:۰۱ |

Source:

## جوایز
| نمودار (۲۰۰۶)                         | بهترسن رتبه |
| ------------------------------------- | ----------- |
| بهترین موسیقی کودکان آمریکا (بیلبورد) | ۹           |